# Pachliopta oreon
Pachliopta oreon är en fjärilsart som först beskrevs av William Doherty 1891.  Pachliopta oreon ingår i släktet Pachliopta och familjen riddarfjärilar. Inga underarter finns listade i Catalogue of Life.

## Bildgalleri

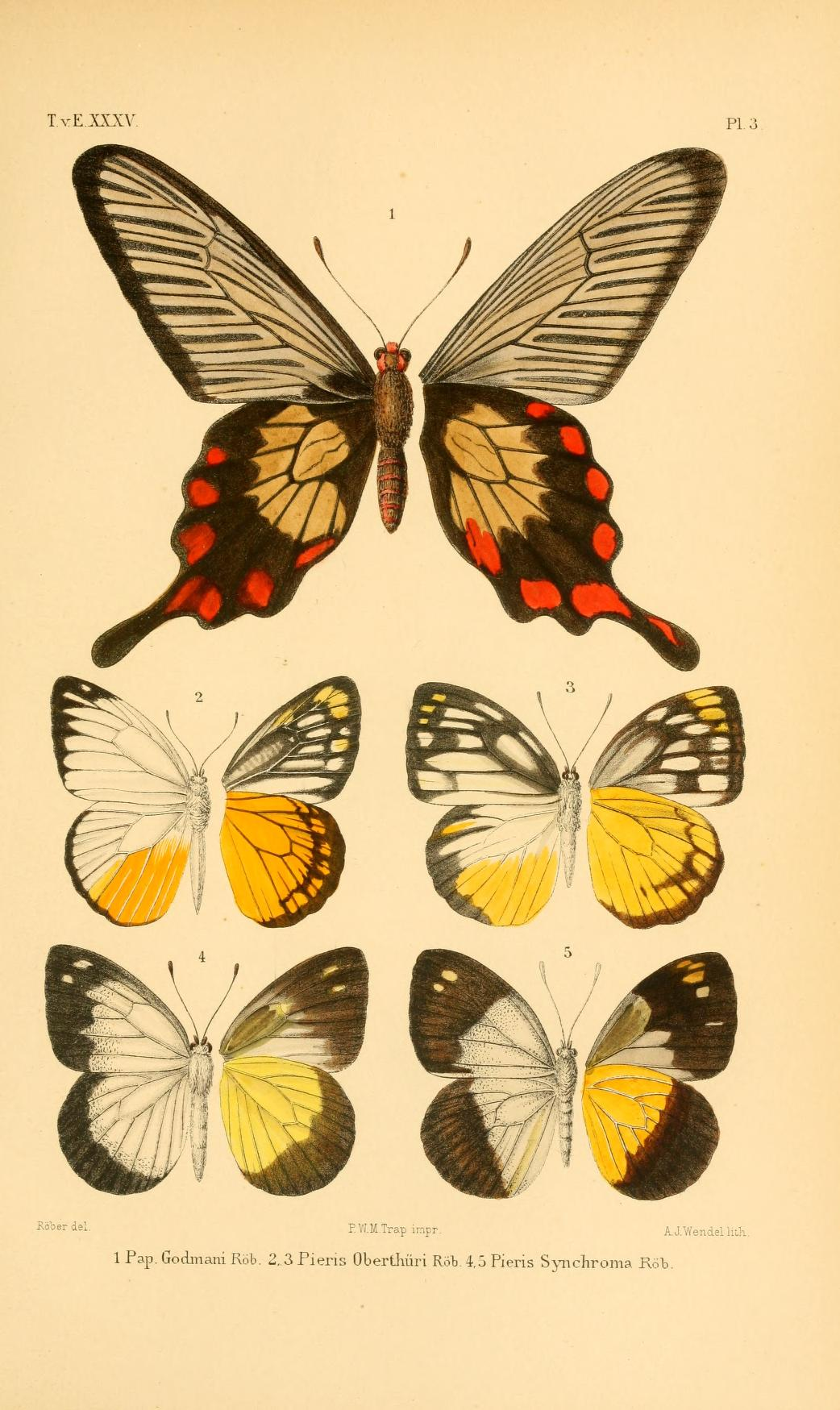